# Benjamin Civiletti

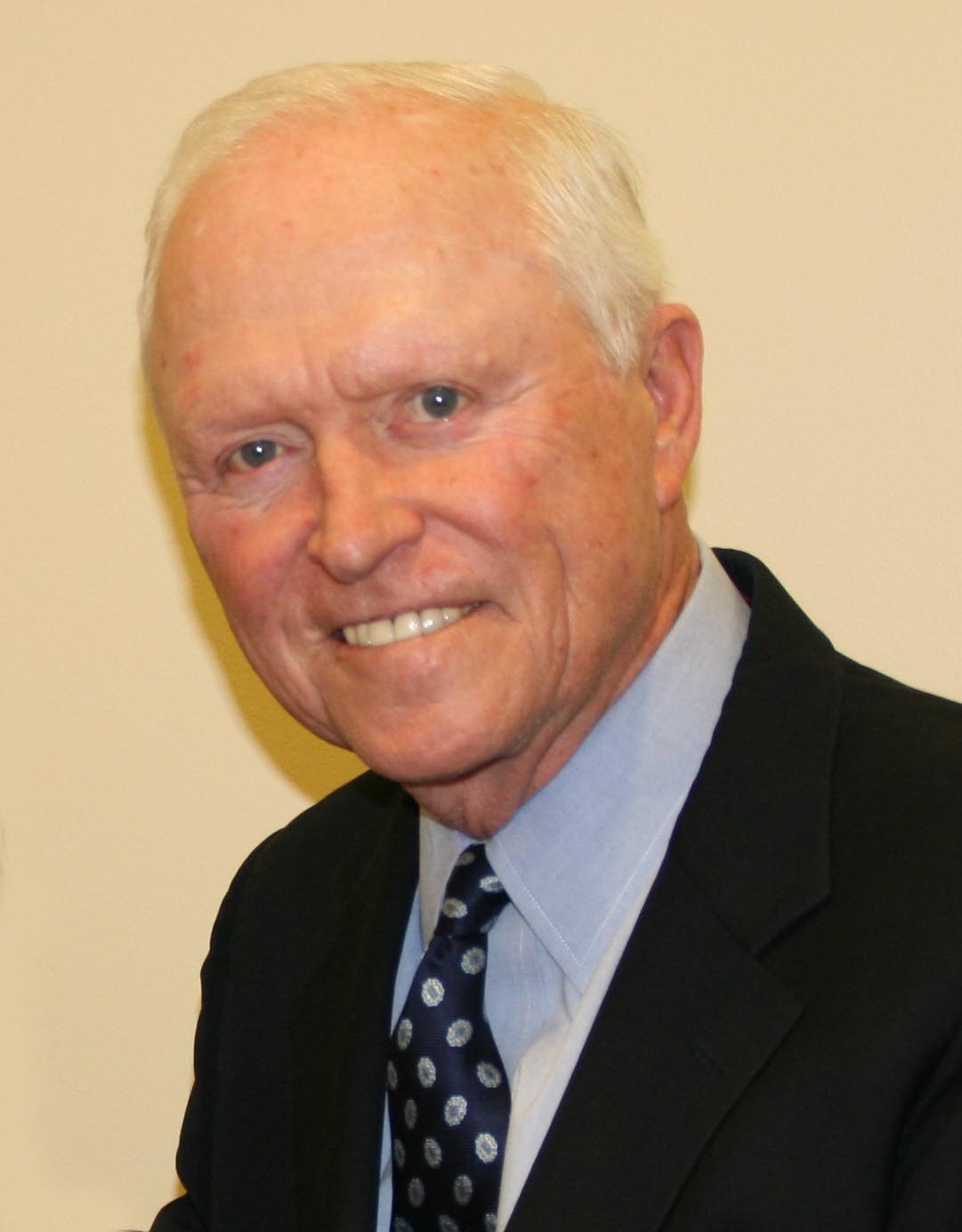
Benjamin Civiletti 2009.

Benjamin Richard Civiletti, född 17 juli 1935 i Peekskill, New York, död 16 oktober 2022 i Lutherville i Baltimore County, Maryland, var en amerikansk demokratisk politiker och jurist. Han var äldre partner på advokatbyrån Venable LLP i Washington, D.C. År 2005 blev han först bland amerikanska advokater att ta betalt 1000 $ per timme.
Han studerade vid Johns Hopkins University, där han avlade grundexamen i psykologi. 1961 avlade han juristexamen vid University of Maryland School of Law i Baltimore.
Han arbetade som vice justitieminister under president Jimmy Carter, då justitieministern Griffin B. Bell avgick. Civiletti tillträdde som USA:s justitieminister den 19 juli 1979. Två ytterligare ministrar, cheferna för hälso-, utbildnings- och välfärdsdepartementet och finansdepartementet, byttes ut samtidigt.
Som justitieminister företrädde han amerikanska gisslan inför Internationella domstolen i Haag under gisslankrisen i Iran. Inför USA:s högsta domstol försvarade han regeringens rätt att frånta nazistiska krigsförbrytares amerikanska medborgarskap. 